# Paisaje en Port-Villez (Monet)
Paisaje en Port-Villez es una pintura del artista impresionista Claude Monet ejecutada en 1883. Forma parte de la colección del Museo Soumaya en la Ciudad de México.

## Descripción de la obra
En el paisaje plasmado por Monet se observa en el fondo el cerro de Port-Villez, ciudad ubicada en el departamento de Yvelines a unos kilómetros al sur de Giverny. Este se levanta sobre unas pequeñas islas y en la parte inferior plasmó una serie de casas en parte cubiertas por una de las islas. Uno de los aspectos que destaca en el cuadro es el río Sena debido a la forma de plasmar los reflejos en el agua, muy característico de otras obras del artista, así como las vibraciones de la hierba del primer plano. Estos últimos aspectos son un ejemplo del plenairismo o práctica de la pintura al plein-air (al aire libre).
En la paleta de colores usada por el autor dominan distintas tonalidades de verde y azules, al contener el paisaje mayoritariamente agua y pastizales, misma que usa en otros cuadros, en especial durante su estancia en Giverny.

## Los años en Giverny
En mayo de 1883, Monet y su familia alquilaron una casa en Giverny, la cual contaba con un pequeño estudio donde trabajaba, huertos y un pequeño jardín que más tarde se convertiría en uno de los principales pasatiempos del artista así como centro de su inspiración. Fue precisamente en ese año en que ejecutó el Paisaje en Port-Villez, comuna que quedaba a unos pocos kilómetros y de la cual elaboró una serie de cuadros.
Asimismo, esta pintura es referida, junto con otras seis, en la correspondencia que Monet estableció con Paul Durand-Ruel en noviembre de ese año, y que más tarde la galería de este comerciante adquiriría y expondría en París y Nueva York en 1911.

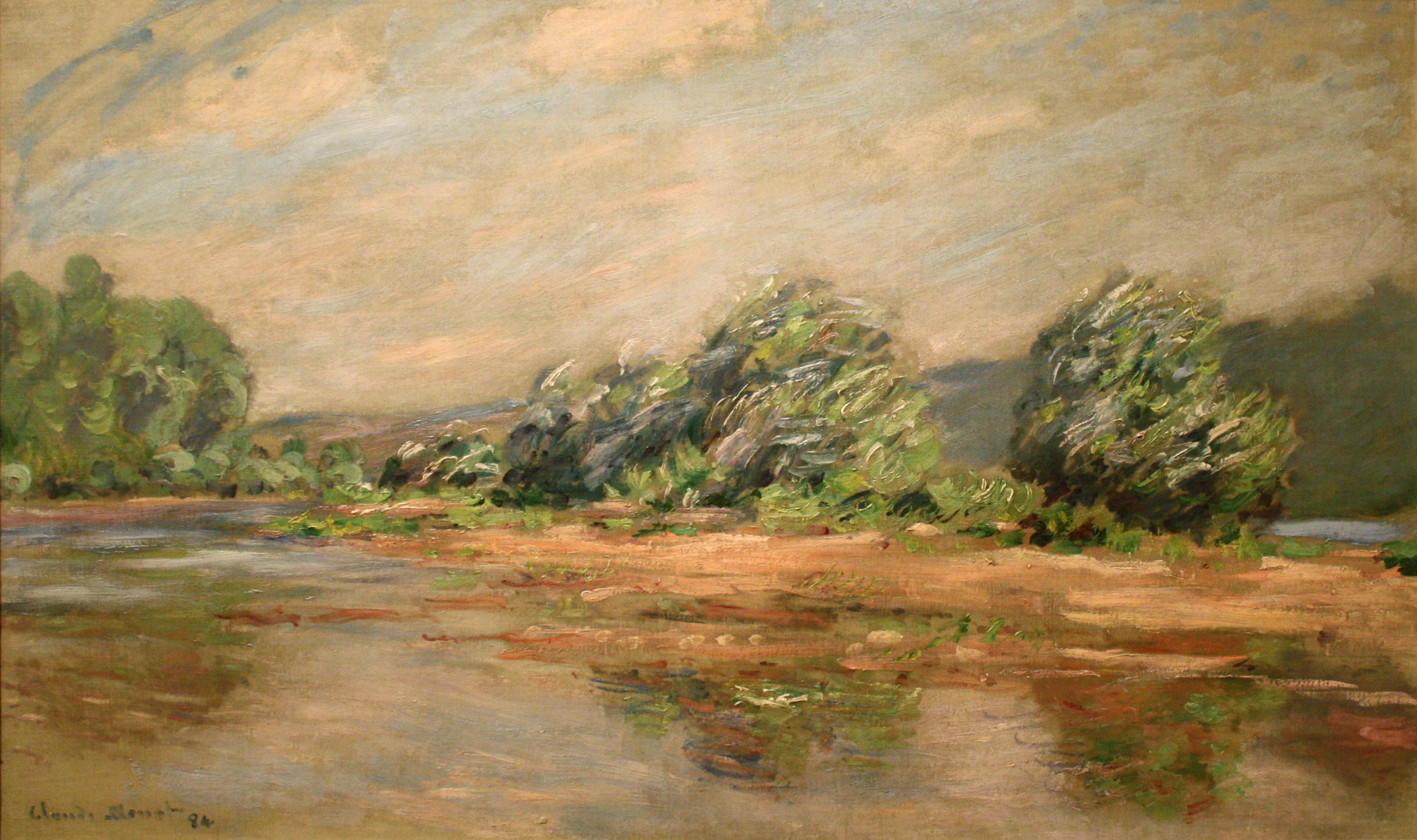
El Sena en Port-Villez (1884)
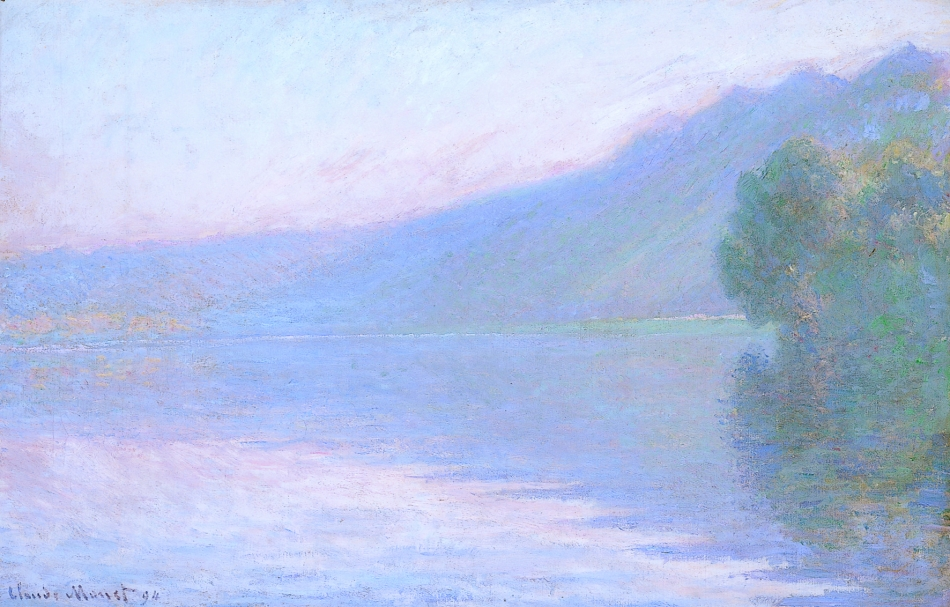
El Sena en Port-Villez (1894)